# Ved Kongelunden
Ved Kongelunden er en dansk film fra 1953.
- Manuskript John Olsen og Paul Sarauw.
- Instruktion Poul Bang.

## Medvirkende
- Henry Nielsen
- Ib Schønberg
- Dirch Passer
- Ove Sprogøe
- Louis Miehe-Renard
- Betty Helsengreen
- Birgit Sadolin
- Buster Larsen
- Kate Mundt